# 재규어 자동차
재규어 자동차(영어: Jaguar Cars)는 고급 살룬과 스포츠카로 유명한 영국의 자동차 회사다. 재규어 자동차는 1922년 스왈로우 사이드카(Swallow Sidecar Company)란 이름으로 오토바이광이었던 윌리엄 라이온즈(William Lyons)와 윌리엄 웜슬리(William Walmsley) 두 명이 설립했고, 제2차 세계 대전 후 현재의 재규어 자동차로 개명했다. 재규어 자동차는 1930년대부터 시장이 분화된 고급 살룬과 스포츠카로 유명하다.
미국 포드에 매각되어 볼보, 랜드로버, 애스턴 마틴과 함께 Premier Automotive Group(PAG)의 한 일원이었으며, 2008년 랜드로버와 함께 인도의 자동차 회사인 타타 자동차에 인수되어 현재에 이르고 있다. 같은 해에는 랜드로버와 합병하여 재규어 랜드로버(JLR)라는 통합 법인을 출범했다.

## 역사

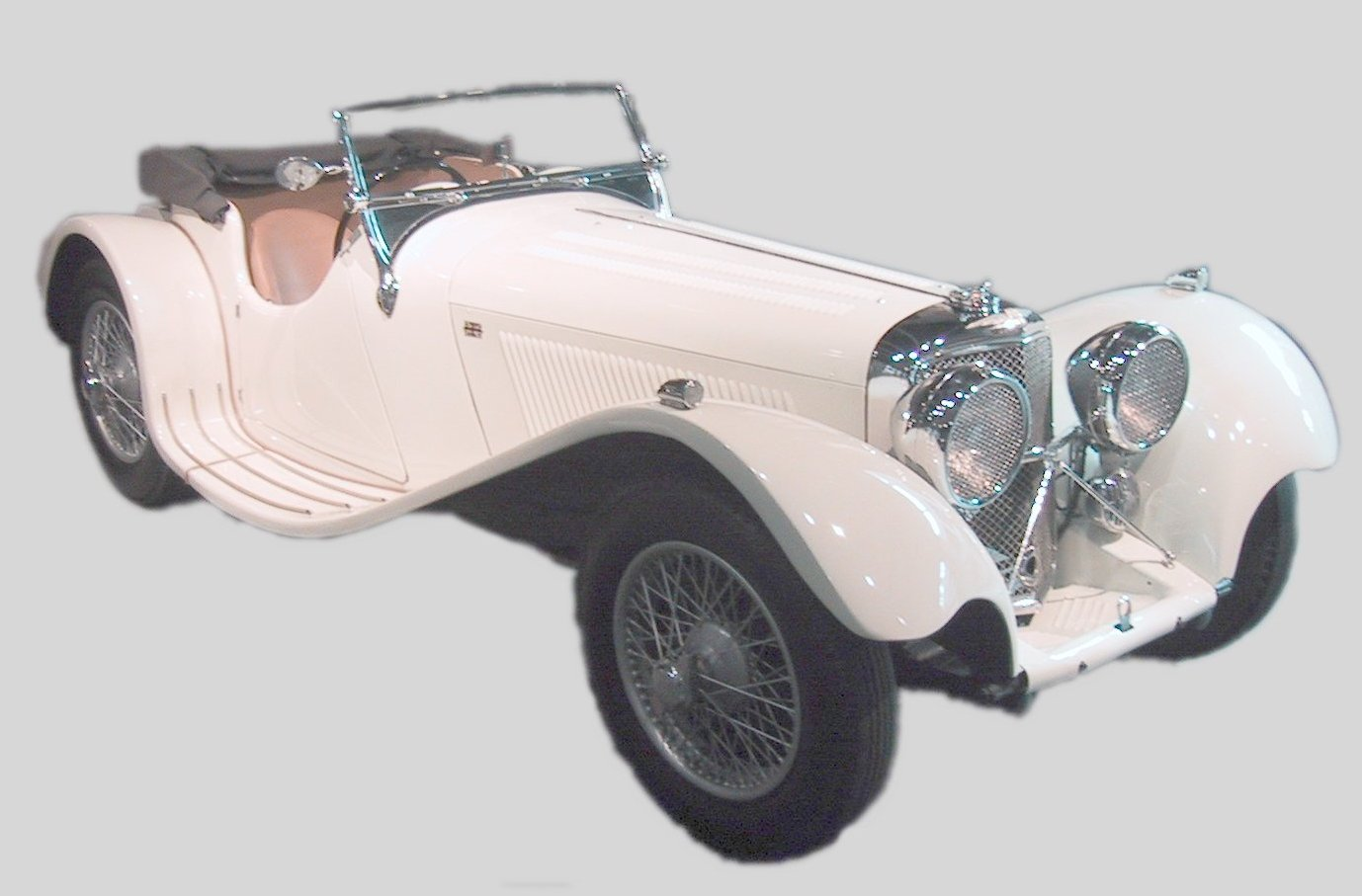
1937년식 SS100 모델

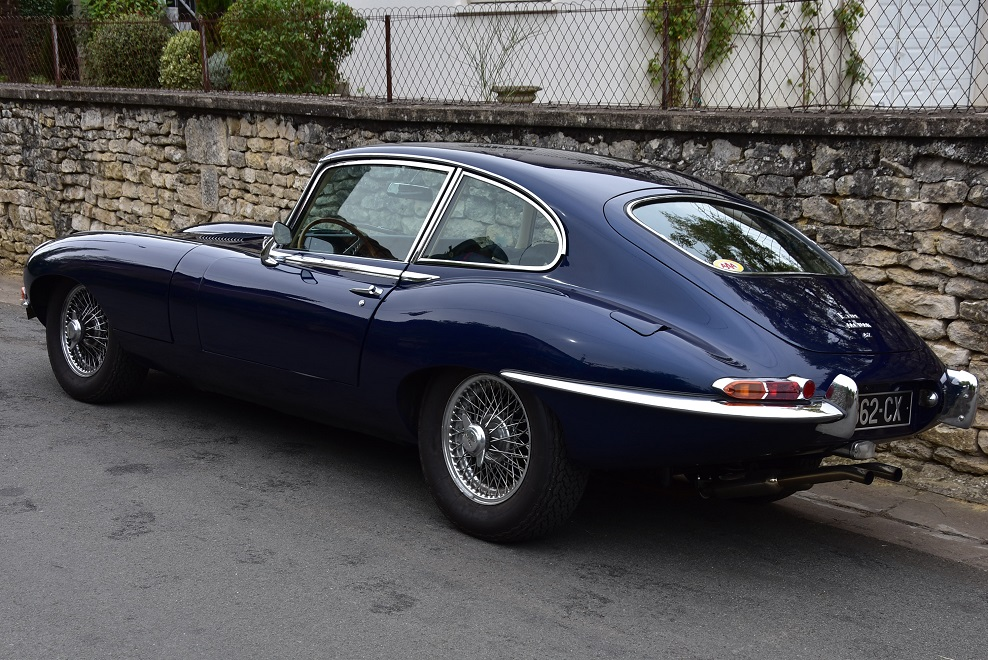
1967년식 E-Type

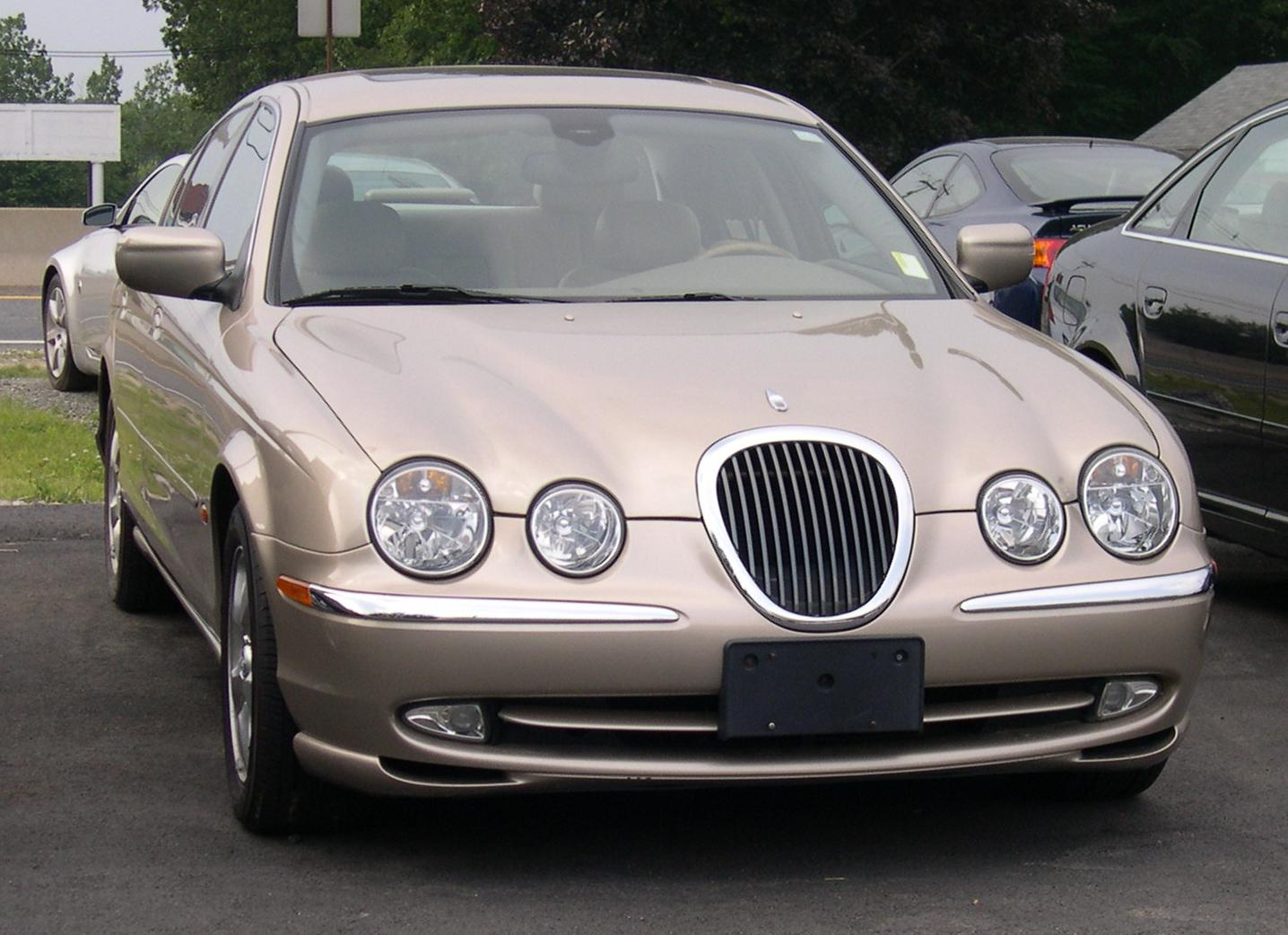
2004년식 S-타입 모델

재규어 자동차의 초기 성공은 1931년 런던 모터쇼에 소개된 SS1을 발표하면서부터이다. SS1은 당시 고급 수공 자동차 브랜드인 벤틀리(Bentley)를 닮았으나 가격이 벤틀리의 3분의 1밖에 되지 않아 많은 판매고를 올렸다. 이어 1935년 SS 재규어를 발표하였고, 1936년에는 시속 160킬로미터(100마일) 기록을 돌파한 SS100을 연속해서 발표하였다.
제2차 세계 대전이 끝난 1945년에는 사명을 현재의 재규어 자동차로 바꾸고 1951년에는 르망 24시 경주에서 우승하기 시작하면서 스포츠카의 새 장을 열었다. 이후 1955년 ~ 1957년까지 3회 연속 르망 24시에 우승을 차지하기도 했다.
승승장구하던 1960년 재규어는 버밍행 스몰 암스(Birmingham Small Arms, BSA)로부터 영국의 다임러(영어: Daimler Motor Company, DMC) -독일의 다임러(독일어: Daimler Motoren Gesellschaft, DMG)와는 다른 회사이다- 를 인수했다. 이때부터 다임러라는 이름은 재규어의 고급 세단 브랜드가 되었다.
1966년 재규어는 브리티쉬 모터(British Motor Corporation, BMC)에 합병되어 브리티쉬 모터 홀딩스(British Motor Holdings, BMH)로 개명했다. 브리티쉬 모터 홀딩스는 다시 1968년 리랜드(Leyland)와 합병하여 브리티쉬 리랜드(British Leyland Mortor Company)가 되는 우여곡절을 겪었다. 이 때 생산된 모델이 XJ6 살롱인데, 이 모델은 30년이나 생산될 정도로 장수 모델이었고 현재 재규어의 기함인 XJ의 시초이다. 1972년 윌리엄 라이온즈가 은퇴하였다.
이후 재정 문제로 고전하던 브리티쉬 리랜드는 라이더 보고서(Ryder Report)에 따라 1975년에 국유화의 길을 걷게 되었으나, 1984년 대처 정부의 민영화 정책에 따라 다시 재규어 자동차로 분리되면서 민영화되었다. 민영화 후 1989년 미국 포드에 합병되었고, 이 와중에 재규어 자동차와 하나였던 설립자 윌리엄 라이온즈가 1985년에 사망했다.
포드에 넘어온 재규어는 링컨 LS의 후륜구동 플랫폼을 공용한 어퍼 미들 세단인 S-타입 모델을 발표하는데, 클래식한 스타일의 S-타입은 1999년 미국에서 올해의 상품으로 선정될 정도로 재기에 성공하게 된다. 2000년에는 재규어 레이싱(Jaguar Racing) 팀을 만들어 재규어 사상 처음으로 포뮬러 원 자동차 경주에 출전하는 등 제2의 전성기를 구가하였다. 하지만 몬데오의 전륜구동 플랫폼을 공용하고 AWD 시스템인 트랙션4를 장착하여 2001년에 출시한 엔트리급 세단이었던 X-타입은 재규어 역사상 드물게 전륜구동 베이스였지만 몬데오의 겉면만 바꿨다는 비판을 받아 실패하며 2009년에 단종되었다. S-타입의 후속으로 2007년에 내놓은 후륜구동 어퍼 미들 세단인 XF를 기점으로 기존의 클래식한 디자인에서 탈피했고, 신형 XJ도 복고풍 디자인에서 탈피하여 새로운 디자인을 이용한다.

## 주요 자동차 모델

### 스포츠카
- SS100 (1935년-1941년)
- XK120 (1948년-1954년)
- XK140 (1954년-1957년)
- XK150 (1957년-1960년)
- XKE (E-타입) (1961년-1975년)
- XJ-S/XJS (1975년-1996년)
- XK8 (1996년-현재/현재는 뒤의 8을 떼고 XK 이름으로 나옴)
- XK, XKR - 스포츠카/컨버터블(convertible)

### 대형 살롱

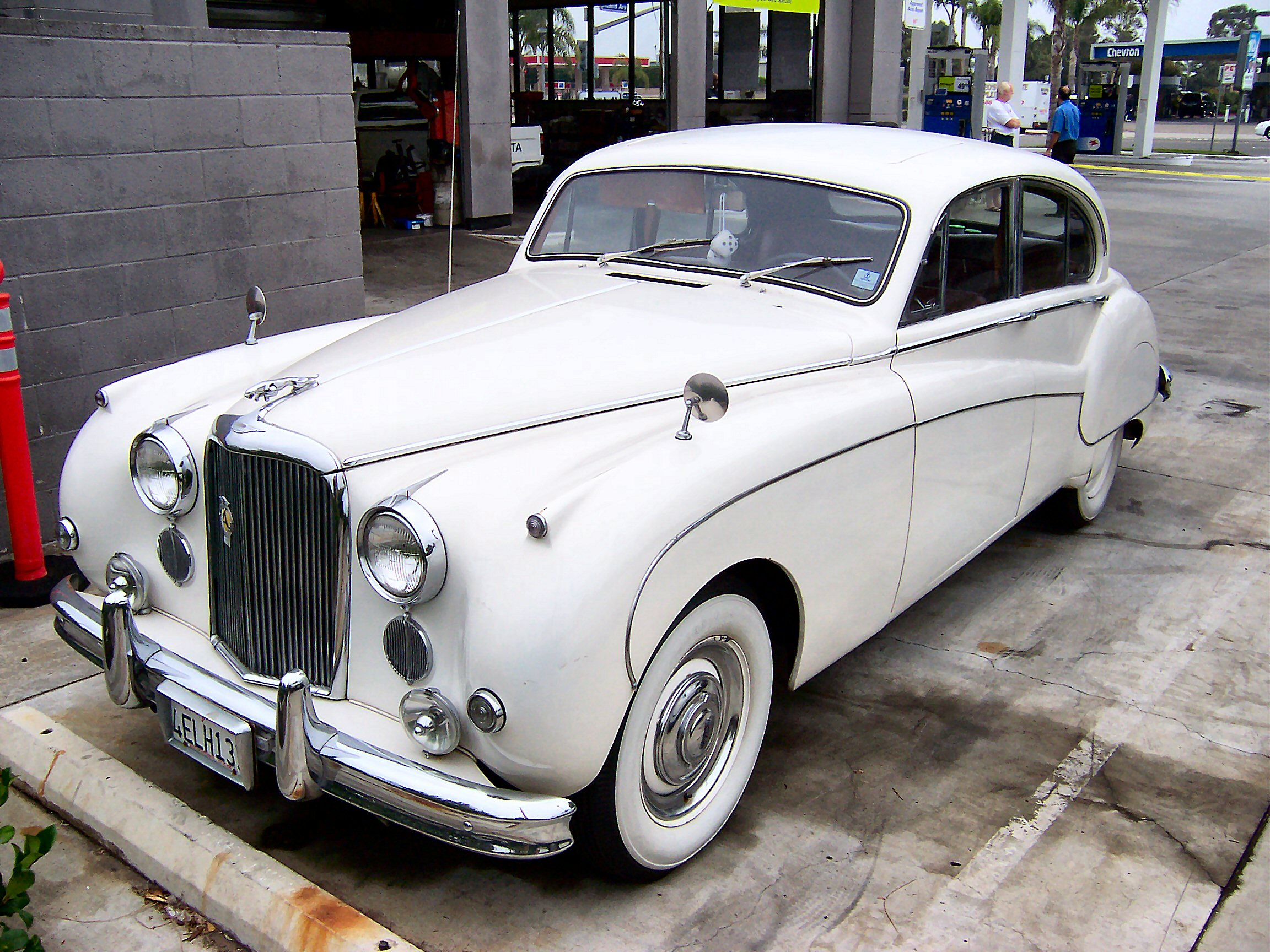
재규어 마크 IX 모델

- 마크 IV(Makr IV) (1945년-1949년)
- 마크 V (1949년-1951년)
- 마크 VII(M) (1951년-1957년)
- 마크 VIII (1957년-1959년)
- 마크 IX (1958년-1961년)
- 마크 X (1961년-1966년)

### 중형 살롱
- X-타입 (2001년 ~ 2008년)
- S-타입 (1998년 ~ 2007년)

### 소형 살롱
- 마크 1 (1955년-1959년)
- 마크 2 (1959년-1966년)

### 생산 중인 모델
- XE - 엔트리 살롱
- XF - 준대형 살롱
- XJ, XJR - 대형 살롱

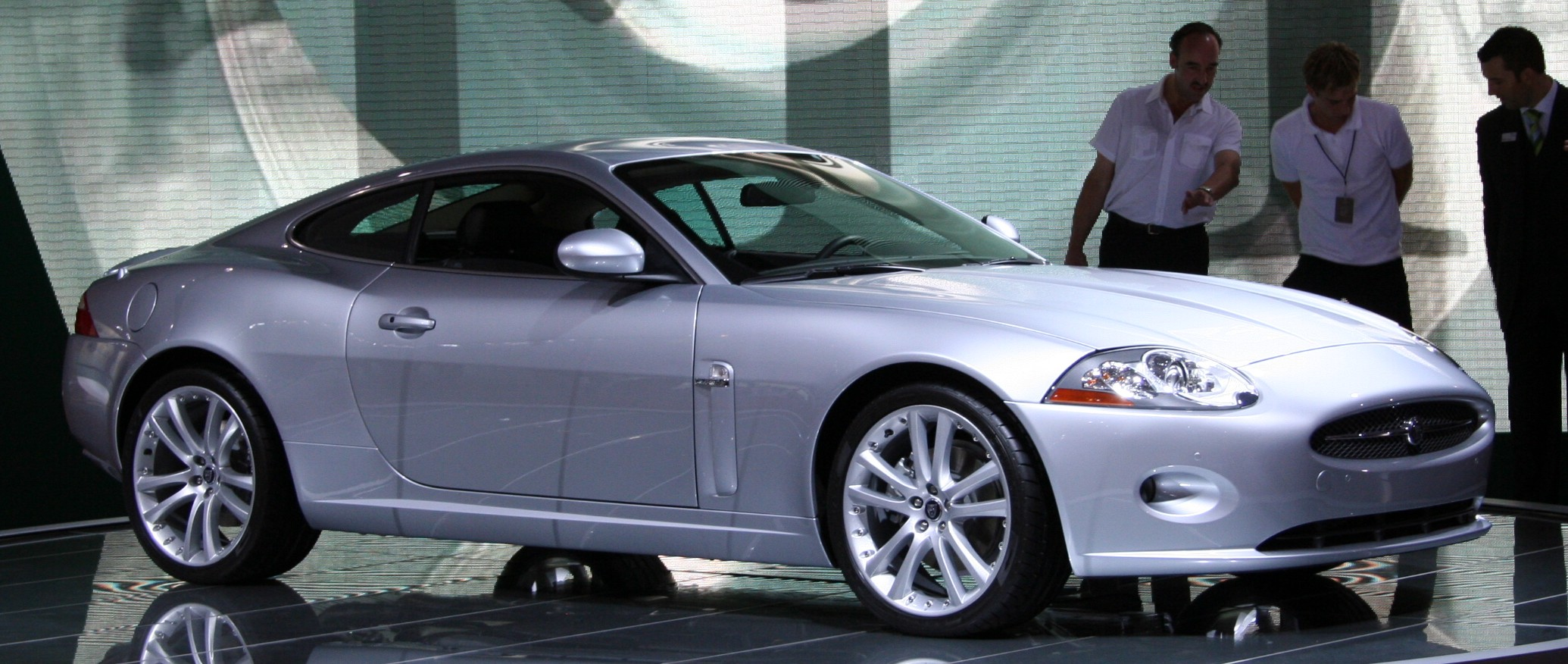
2005년식 재규어 XK 모델

- F-타입 - 스포츠카/컨버터블(convertible)
- F-페이스 - 중형 SUV
- E-페이스 - 준중형 SUV

## 스포츠카경주에서의 재규어
재규어는 스포츠카 경주에서 주요 참가업체 중 하나이다. 르망 24시 내구 자동차 경주에서 특히 두각을 나타냈었다. 1951년과 1953년 C-타입으로 우승했고 1955년~1957년까지 D-타입으로 우승했다. 이때 재규어는 세계 최초로 디스크 브레이크를 사용해 제동력을 획기적으로 높이는 기술력을 과시하기도 했다. 이후 재규어는 1980년대 중반 영국의 명문 자동차 경주자 팀인 TWR(Tom Walkinshaw Racing)의 톰 월킨쇼우(Tom Walkinshaw)를 만나면서 두 번째 전성기를 맞이하게 된다. TWR은 재규어 V12 엔진을 장착한 스포츠 프로토타입으로 1984년 유럽 스포츠카 경주 대회에서 우승을 차지하였다. 재규어는 포드 자동차에 합병된 후에도 재규어의 브랜드를 유지하기 위해 계속해서 자동차 경주 대회에 참가하였고 1987년, 1988년, 그리고 1990년 르망 24시에 우승을 차지한다. 1990년는 재규어에게 르망 24시 참가 40주년이 되는 해이고, 르망 24시에서 7번째 우승을 차지한 해이기도 하다.